# Percepção
Percepção (português brasileiro) ou perceção (português europeu) (do latim perceptio 'reunir, receber') é a organização, identificação e interpretação da informação sensorial para representar e compreender a informação apresentada ou ambiente. Toda percepção envolve sinais que passam pelo sistema nervoso, que por sua vez resultam da estimulação física ou química do sistema sensorial. A visão envolve luz atingindo a retina do olho; o cheiro é mediado por moléculas odoríferas; e a audição envolve ondas de pressão.

O cubo de Necker e o vaso de Rubin podem ser percebidos de mais de uma maneira

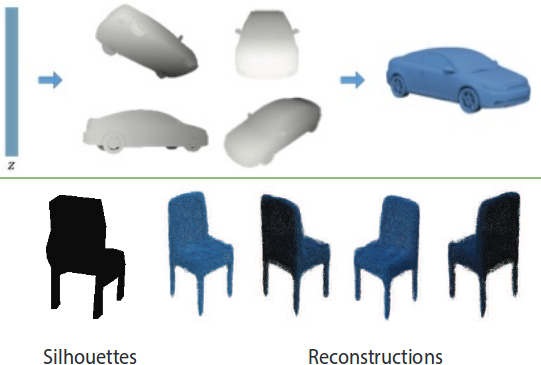
Os humanos são capazes de adivinhar muito bem a categoria/identidade/geometria da forma 3D subjacente, dada uma silhueta dessa forma. Pesquisadores de visão computacional conseguiram construir modelos computacionais para percepção que exibem um comportamento semelhante e são capazes de gerar e reconstruir formas 3D a partir de mapas ou silhuetas de profundidade de visualização única ou múltipla.

A percepção não é apenas a recepção passiva desses sinais, mas também é moldada pelo aprendizado, memória, expectativa e atenção do receptor. A entrada sensorial é um processo que transforma essas informações de baixo nível em informações de nível superior (por exemplo, extrai formas para reconhecimento de objetos). O processo que se segue conecta os conceitos e expectativas (ou conhecimento) de uma pessoa, mecanismos restaurativos e seletivos (como a atenção) que influenciam a percepção.
A percepção depende de funções complexas do sistema nervoso, mas subjetivamente parece quase sem esforço porque esse processamento ocorre fora da percepção consciente. Desde o surgimento da psicologia experimental no século XIX, a compreensão da psicologia perceptiva progrediu combinando uma variedade de técnicas. A psicofísica descreve quantitativamente as relações entre as qualidades físicas da entrada sensorial e da percepção. A neurociência sensorial estuda os mecanismos neurais subjacentes à percepção. Os sistemas perceptivos também podem ser estudados computacionalmente, em termos da informação que processam. As questões perceptivas na filosofia incluem até que ponto as qualidades sensoriais, como som, cheiro ou cor, existem na realidade objetiva, e não na mente de quem percebe.
Embora as pessoas tradicionalmente vissem os sentidos como receptores passivos, o estudo de ilusões e imagens ambíguas demonstrou que os sistemas perceptivos do cérebro tentam, de forma ativa e pré-consciente, dar sentido a suas informações. Ainda há um debate ativo sobre até que ponto a percepção é um processo ativo de teste de hipóteses, análogo à ciência, ou se a informação sensorial realista é rica o suficiente para tornar esse processo desnecessário.
Os sistemas de percepção do cérebro permitem que os indivíduos vejam o mundo ao seu redor como estável, mesmo que a informação sensorial seja tipicamente incompleta e varie rapidamente. Os cérebros humanos e de outros animais são estruturados de forma modular, com diferentes áreas processando diferentes tipos de informações sensoriais. Alguns desses módulos assumem a forma de mapas sensoriais, mapeando algum aspecto do mundo em parte da superfície do cérebro. Esses diferentes módulos estão interconectados e influenciam uns aos outros. Por exemplo, o paladar é fortemente influenciado pelo olfato.

## Realidade
No caso da percepção visual, algumas pessoas podem ver a mudança de percepção com os olhos da mente. Outros, que não são pensadores de imagens, podem não necessariamente perceber a 'mudança de forma' conforme seu mundo muda. Essa natureza esemplástica foi demonstrada por um experimento que mostrou que imagens ambíguas têm múltiplas interpretações no nível perceptivo.
A confusa ambiguidade da percepção é explorada em tecnologias humanas, como camuflagem e mimetismo biológico. Por exemplo, as asas das borboletas-pavão europeias apresentam ocelos aos quais os pássaros respondem como se fossem os olhos de um predador perigoso.
Há também evidências de que o cérebro, de certa forma, opera com um leve "atraso" para permitir que os impulsos nervosos de partes distantes do corpo sejam integrados em sinais simultâneos.
A percepção é um dos campos mais antigos da psicologia. As leis quantitativas mais antigas da psicologia são a lei de Weber, que afirma que a menor diferença perceptível na intensidade do estímulo é proporcional à intensidade da referência; e a lei de Fechner, que quantifica a relação entre a intensidade do estímulo físico e sua contraparte perceptiva (por exemplo, testar quanto mais escura uma tela de computador pode ficar antes que o observador realmente perceba). O estudo da percepção deu origem à psicologia da forma, com ênfase na abordagem holística.